# NGC 3256C
NGC 3256C је спирална галаксија у сазвежђу Једра која се налази на NGC листи објеката дубоког неба.
Деклинација објекта је - 43° 51' 1" а ректасцензија 10h 29m 5,8s. Привидна величина (магнитуда) објекта NGC 3256 износи 12,6 а фотографска магнитуда 13,3. NGC 3256C је још познат и под ознакама ESO 263-41, MCG -7-22-16, FAIR 431, AM 1026-433, IRAS 10269-4335, PGC 30873.